# Fisker Coachbuild
Fisker Coachbuild – amerykański producent samochodów sportowych, z siedzibą w Irvine, działający w latach 2005–2007.

## Historia
Po raz pierwszy nazwa Fisker została zastosowana dla motoryzacyjnego przedsiębiorstwa w styczniu 2005 roku, kiedy to w kalifornijskim Irvine założona została spółka Fisker Coachbuild. Powstała ona z inicjatywy żyjącego i działającego w Stanach Zjednoczonych duńskiego projektanta samochodowego Henrika Fiskera oraz jego biznesowego partnera, Niemca Bernharda Koehlera. Fisker Coachbuild skoncentrowało się na działalności na dwóch obszarach – projektowaniu akcesoriów samochodowych jako biuro designerskie, a także opracowaniu dwóch małoseryjnych samochodów sportowych. Oba przedstawiono w roku założenia przedsiębiorstwa, 2005 roku. Modele Tramonto oraz Latigo CS zbudowane zostały na bazie konstrukcji Mercedesa i BMW, planując niskoseryjną produkcję w wysokości kilkuset egzemplarzy. Ostatecznie powstało jednak odpowiednio 15 oraz 2 sztuki, a w 2007 roku firmę wyparło nowe przedsięwzięcie Henrika Fiskera i jego partnera biznesowego Tony’ego Posawatza – Fisker Automotive.

## Modele samochodów

### Historyczne
- Tramonto (2005–2006)
- Latigo CS (2005–2007)